# Torocoba
Torocoba är en ort i Mexiko.   Den ligger i kommunen Huatabampo och delstaten Sonora, i den västra delen av landet, 1 400 km nordväst om huvudstaden Mexico City. Torocoba ligger 5 meter över havet och antalet invånare är 251.
Terrängen runt Torocoba är mycket platt. Runt Torocoba är det ganska tätbefolkat, med 67 invånare per kvadratkilometer. Närmaste större samhälle är Huatabampo, 10,5 km nordost om Torocoba. Trakten runt Torocoba består till största delen av jordbruksmark.